# Senecio grisebachii
Primavera,  Senecio grisebachii, es una especie de plantas de la familiaAsteraceae. Es endémica de Brasil, Argentina, Paraguay, Uruguay.

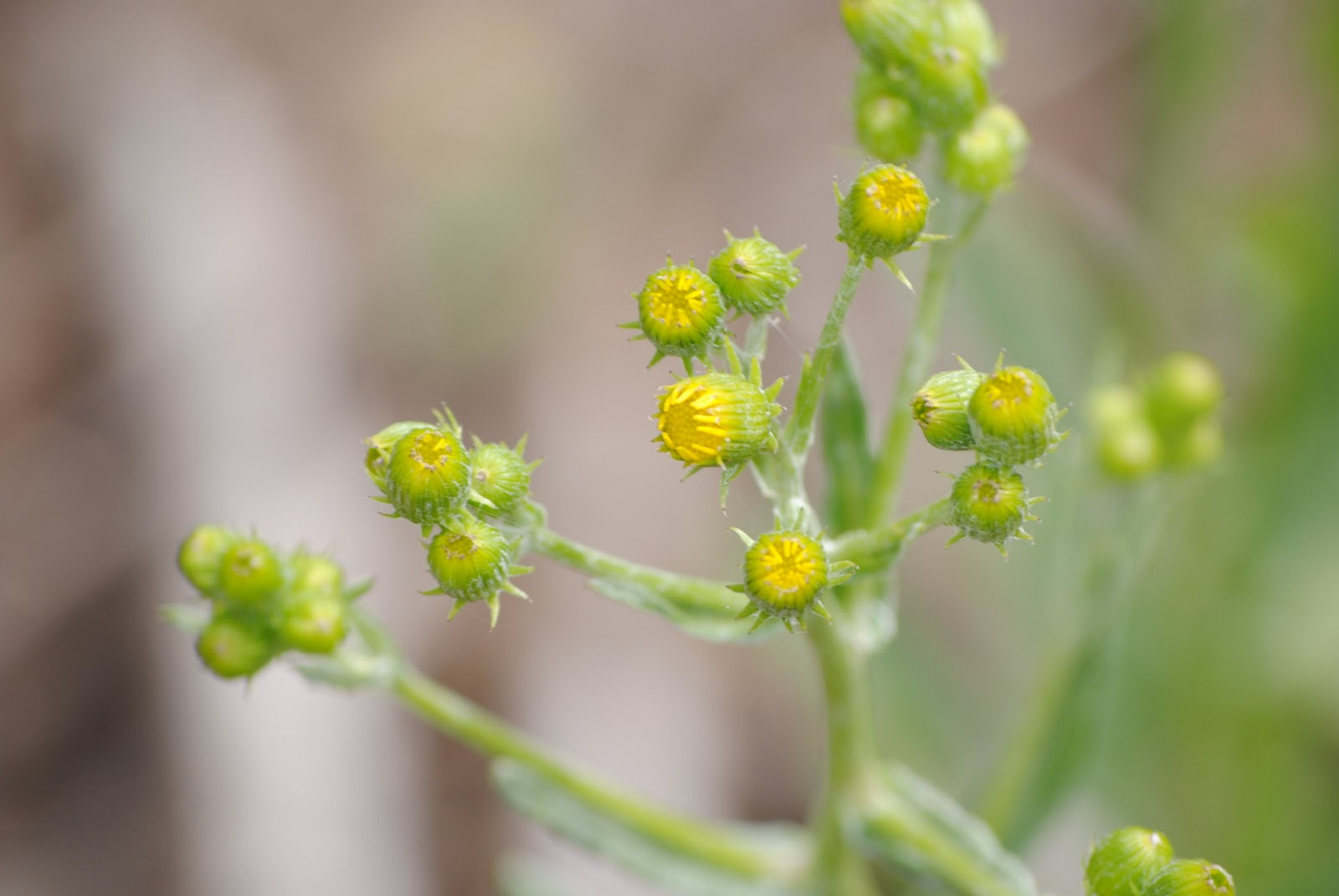
Inflorescencia

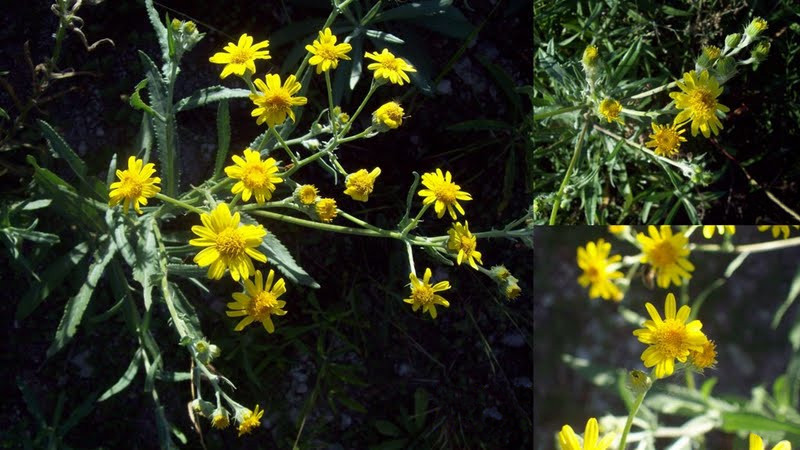
Flores

## Características
Es un arbusto perenne de 4 a 12 dm de alto, muy ramoso y de color verde ceniciento. Tallos erectos, cilíndricos y hojosos hasta la inflorescencia.  Hojas sésiles, lineales, alternas, de 5–15 cm x 5-30 mm, y dada su fina pubescencia pueden sentirse sedosas al tacto. Las flores son amarillas y se disponen en numerosos capítulos, en cimas corinformes. La floración se produce entre diciembre y febrero. El fruto es una cipsela que aparece entre febrero y marzo.
Es muy invasora.
Esta especie, como otros integrantes del género, presenta un fuerte aroma producto de la presencia de aceites esenciales terpénicos. La aromaticidad es un carácter que colabora para su reconocimiento en el campo. Es tóxica por sus alcaloides pirrolizidínicos, produciendo lesiones hepáticas en mamíferos

## Usos
Medicinal, en Paraguay se lo usa para preparar el Carrulim.
Se desaconseja su consumo debido a su toxicidad.

## Observaciones
Es una planta que coloniza rápidamente los suelos deteriorados por el sobrepastoreo o por los procesos eólicos.

## Taxonomía
Senecio grisebachii fue descrita por  John Gilbert Baker  y publicado en Flora Brasiliensis 6(3): 313. 1884.
Etimología
Ver: Senecio
grisebachii: epíteto  otorgado en honor del botánico alemán August Heinrich Rudolf Grisebach.
Sinonimia
- Senecio balansae Baker[4][5]

## Nombres comunes
"Agosto Poty" en Paraguay; "Margarita del campo", "primavera"